# Heinrich Freihoffer
Heinrich Freihoffer (* 11. Januar 1921 in Șemlacu Mic (deutsch Kleinschemlak), Königreich Rumänien; † 1989) war ein deutscher Mundartautor und Lehrer.

## Leben
Freihoffers Familie stammte ursprünglich aus Südtirol. Während des Zweiten Weltkriegs gehörte der Banater Schwabe als Oberjunker und Zugführer der SS (1944) an. Später war er Studiendirektor in Deggendorf, Bayern.
Freihoffer war Autor zahlreicher heimatkundlicher Publikationen. In seinen Romanen verarbeitete er seine Erfahrungen während der Deportation in die Bărăgan-Steppe in den frühen 1950er Jahren. Im Mittelpunkt stehen Flucht und Verschleppung aus Kleinschemlak (unter dem Pseudonym „Waldbrücken“). 
Bis zu seinem Tode 1998 bekleidete Freihoffer die Ämter des Sprechers und Schriftführers der „Heimatortsgemeinschaft Kleinschemlak“.

## Veröffentlichungen (Auswahl)
- Sklaven im Baragan: zeitgeschichtlicher Tatsachenroman mit dokumentarischem Anhang. Freihoffer, 1981. 376 S.
- Weg ohne Umkehr. Das letzte Jahr. Zeitgeschichtlicher Tatsachenroman mit dokumentarischem Anhang. Freihoffer, 1991. 392 S.
- Kleinschemlak: das Werden und Vergehen einer donauschwäbischen Gemeinde im Südbanater Heckenland Band 13 des Donauschwäbischen Archivs, Deggendorf 1972. 256 S.
- Das Banat und die Banater Schwaben. 1. Kirchen: kirchliche Einrichtungen – kirchliches Leben. Landsmannschaft der Banater Schwaben aus Rumänien in Deutschland, 1981. 328 S.
- Das Banat und die Banater Schwaben: 2. Der Leidensweg der Banater Schwaben im zwanzigsten Jahrhundert. Illustriert von Franz Dürrbeck. Landsmannschaft der Banater Schwaben aus Rumänien in Deutschland, 1983. 680 S.
- Das Banat und die Banater Schwaben: 3. Trachten und Brauchtum: Bilder – Sprachstücke – Beschreibungen. Mit Nikolaus Engelmann und Kaspar Hügel, Illustration Franz Dürrbeck. Landsmannschaft der Banater Schwaben aus Rumänien in Deutschland, 1986. 574 S.